# The Assassin (film 2015)
The Assassin (刺客聶隱娘S, Cìkè Niè YǐnniángP) è un film del 2015 diretto da Hou Hsiao-hsien. È stato presentato in concorso alla 68ª edizione del Festival di Cannes, dove ha vinto il premio per la miglior regia.

## Trama
Il film, vagamente basato sulla storia scritta verso la fine del IV secolo Nie Yinniang di Pei Xing, è ambientato nell'VIII secolo in Cina durante gli ultimi anni della dinastia Tang. Il film racconta di Nie Yinniang, un'assassina che ha il compito di uccidere funzionari governativi corrotti, sotto incarico di Jia Xin, una monaca taoista che l'ha accudita fin dall'età di dieci anni.
Quando Yinniang mostra misericordia omettendo di uccidere un governatore durante uno dei suoi incarichi, Jiaxin la punisce a sua volta, affidandole un progetto ancora più spietato per testare la risolutezza di Yinniang, inviandola nella lontana provincia di Weibo, nel nord della Cina, per uccidere un governante militare di nome Tian Ji'an, a cui era stata promessa sposa durante l'infanzia.

## Personaggi
- Nie Yinniang (聶隱娘), l'assassino omonimo
- Tian Ji'an (田季安), promesso sposo di lei e governatore militare al potere in Weibo
- Signora Tian (精精兒), moglie di Tian Ji'an
- il lucidatore di specchi (磨鏡少年)
- Xia Jing (夏靖), guardia del corpo di Tian Ji'an
- Huji (瑚姬), concubina e danzatrice di Tian Ji'an
- Nie Feng (聶鋒), padre di Nie Yinniang e preposto di Tian Ji'an
- Nie Tian (聶田氏)
- Principessa Jiacheng e sua sorella gemella, la principessa Jiaxin, monaca taoista
- Tina Xing (田興)
- Lady Nie Tian (聶田氏), madre Nie Yinniang

## Produzione
Il film è stato girato in diverse località della Cina, principalmente nella provincia dell'Hubei, Mongolia Interna e del nord-est della Cina. Hou ha affermato di essere rimasto folgorato dalla bellezza di paesaggi di foreste di betulle e laghi argentati che lo ha portato a produrre un'opera di ispirazione alla pittura classica cinese.
Il film ha ricevuto diversi aiuti da parte del governo di Taiwan: nel 2005 $ 501.000, nel 2008 $ 2.67 milioni e nel 2010 $ 668.000. Tuttavia, nel corso della produzione, Hou ha incontrato vari problemi di bilancio; quindi più della metà dei finanziamenti per poter produrre il film viene dalla Cina, prima volta per il regista taiwanese. A partire da settembre 2012, i finanziamenti per il film ammontavano a US $ 14,9 milioni.

## Colonna sonora
La colonna sonora del film, premiata a al festival di Cannes è curata dal compositore Lim Giong, e raccolta nell'album The Assassin (Original Soundtrack) e pubblicato il 18 dicembre 2015.

### Tracce
1. 瑚姬舞 (The Whirling Dance of Hu-Ji)
2. 青鸞舞鏡 (A solitary male phoenix dancing in front of a mirror)
3. 紙人 (The Cursed Paper Man)
4. 田季安與瑚姬 (The Ingenuous Lovers)
5. 巫術 (The Malicious Spellcraft)
6. 隱俠 (The Mysterious Heroine)
7. 拜別 (Departure From The Mistress)
8. 隱娘與田季安 (Cronies And Enemies)
9. 沒有同類 (All Alone In The World)
10. Rohan / Duc de Rohan

## Distribuzione

### Data di uscita
Le date principali di uscita internazionali sono state:
- 27 agosto 2015 in Cina e Hong Kong
- 28 agosto a Taiwan
- 10 settembre a Singapore
- 12 settembre in Giappone (Kokui no shikyaku)
- 2 ottobre in Finlandia (The Assassin)
- 16 ottobre negli Stati Uniti (The Assassin)
- 30 ottobre in Canada (The Assassin)
- 27 novembre in Spagna (The Assassin)
- 4 dicembre in Estonia
- 31 dicembre in Grecia (Η σιωπηλή δολοφόνος)
- 15 gennaio 2016 in Svezia (The Assassin)
- 22 gennaio nel Regno Unito e in Irlanda (The Assassin)
- 29 gennaio in Norvegia
- 4 febbraio in Corea del Sud
- 24 febbraio in Belgio
- 25 febbraio nei Paesi Bassi (The Assassin)
- 9 marzo in Francia (The Assassin)
- 17 marzo in Portogallo (A Assassina)
- 18 marzo in Polonia (Zabójczyni)
- 5 maggio in Brasile (A Assassina)
- 2 giugno in Danimarca (The Assassin)
- 30 giugno in Germania (The Assassin)
- 29 settembre in Italia

## Accoglienza

### Incassi
Il film ha guadagnato CN ¥ 61,385 milioni al box office cinese.

### Critica
Marzia Gandolfi di MYmovies.it assegna al film un punteggio di quattro stelle e mezzo su cinque lo definisce 'folgorante e mistico', scrivendo inoltre: «The Assassin cesella senza fendere, producendo piani di stordente splendore, che valorizzano i volti, e muovendosi in palcoscenici serratissimi, in cui i personaggi si confrontano e aggrediscono.»
Giulia D'Agnolo Vallan de Il manifesto scrive: «The Assassin è un film di bellezza visiva straordinaria, che obbliga lo spettatore a resettare le sue aspettative, non solo rispetto al movimento interno del film ma anche, e soprattutto, ai suoi accenti».
All'estero, il co-capo critico cinematografico del New York Times, Manohla Dargis ha definito il film "incredibilmente bello" al Festival di Cannes, descrivendolo come aver «intrattenuto il pubblico del Mercoledì sera in silenzio estasiato fino ai titoli di coda, quando un fragoroso applauso attraversò l'auditorium come un'onda.»

## Riconoscimenti
- 2015 - Festival di Cannes
  - Prix de la mise en scène
  - Miglior colonna sonora - Lim Giong
  - Candidatura alla Palma d'oro
- 2015 - Golden Horse Film Festival[16]
  - Miglior film - The Assassin
  - Miglior regia - Hou Hsiao-hsien
  - Candidatura miglior attrice protagonista - Shu Qi
  - Miglior fotografia - Mark Lee Ping Bin
  - Miglior trucco e costume - Hwarng Wern-Ying
  - Migliori effetti sonori - Tu Duu-Chih, Chu Shih-Yi, Wu Shu-Yao
- 2016 - 20º Satellite Awards
  - Candidatura miglior film in lingua straniera - The Assassin
  - Miglior trucco e costume - Wen-Ying Huang
- 2016 - 69° British Academy Film Awards[17]
  - Candidatura miglior film in lingua straniera - The Assassin
- 2016 - 10° Asian Film Awards[18][19]
  - Miglior film - The Assassin
  - Miglior regia - Hou Hsiao-hsien
  - Migliore attrice protagonista - Shu Qi
  - Migliore attrice non protagonista - Zhou Yun
  - Migliore fotografia - Mark Lee Ping Bin
  - Migliore colonna sonora - Lim Giong
  - Migliori effetti sonori - Tu Duu-Chih, Chu Shih-Yi, Wu Shu-Yao